# Ternøya
Ternøya ist eine Insel im Kvitsøyfjord in der Gemeinde Kvitsøy in der norwegischen Provinz Rogaland.
Die felsige Insel erstreckt sich von Norden nach Süden über etwa 500 Meter bei einer Breite von bis zu 400 Metern und erreicht Höhen von bis zu 17 Metern. Die Küstenlinie der Insel ist von mehreren Buchten geprägt. Im Norden bestehen die Buchten Nordra Ternøyabukta und Austra Ternøyabukta, im Süden Sørvestra Ternøyabukta und Søraustra Ternøyabukta.
Nördlich der Insel liegt die Insel Eime und südwestlich Sandøya. In der näheren Umgebung von Ternøya befinden sich darüber hinaus diverse kleinere Schäreninseln. Im Norden Ternøykeipen, Ternøyskjeret, im Süden Nordra Grasskjer und Grasskjer sowie im Westen, getrennt durch den Skorpesundet, die Insel Skorpe.
Die Insel gehört zum Naturschutzgebiet Heglane og Eime.